# Eisenoxidpigment
Als Eisenoxidpigmente bezeichnet man eine Gruppe von Pigmenten, die auf dem Element Eisen basieren. Unter der Bezeichnung E 172 sind sie als Lebensmittelzusatzstoff zugelassen.

## Geschichte
Natürliche Eisenoxidpigmente sind aufgrund ihrer Farbechtheit in Höhlenmalereien von 35.000 v. Chr. nachweisbar. Mit einer Weltjahresproduktion von über 500.000 t an synthetischen und 100.000 t an natürlichen Produkten in den 2010er Jahren stellen sie die mit Abstand wichtigste Gruppe der Buntpigmente dar. Sie stellen preisgünstigste anorganischen Farbstoffe dar und finden breite Anwendung vor allem in Baustoffen und Beschichtungsmitteln.

## Pigmente
Eisenoxidgelb ist die Bezeichnung für FeO(OH), im Colour Index unter C.I. Pigment Yellow 42 gelistet. Das Pigment ist preisgünstig, hat ein gutes Deckvermögen sowie eine exzellente Wetterechtheit. Der Farbton ist demgegenüber trüb. Bei hohen Temperaturen (dauerhaft über 200 °C) wird Eisenoxidgelb zu Fe2O3 dehydratisiert.
Eisenoxidrot ist die Bezeichnung für Fe2O3, im Colour Index unter C.I. Pigment Red 101 gelistet. Wie Eisenoxidgelb ist Eisenoxidrot gut deckend, preisgünstig und hochwetterecht, zeigt aber ebenfalls den typischen trüben Farbton. Je nach Teilchengröße können Eisenoxidrotpigmente sehr gelbstichig (kleine Teilchengröße) bis sehr blaustichig (grobe Teilchen) eingestellt werden.
Eisenoxidschwarz ist im Colour Index unter C.I. Pigment Black 11 gelistet. Eisenoxidschwarz zeigt im Vergleich zu Ruß eine geringe Farbstärke und ist ferromagnetisch. Die chemische Formel wird häufig mit Fe3O4 angegeben, in Wirklichkeit liegt ein Mischkristall aus Fe2O3 und FeO mit inverser Spinellstruktur vor. Durch Dotierung mit Chrom, Kupfer oder Mangan werden weitere Schwarzpigmente erhalten. Die reinen Eisenoxidschwarzpigmente sind gut temperaturbeständig, werden aber durch Luftsauerstoff schon bei etwa 180 °C oxidiert, so dass sich der Farbton über Braun nach Rot verschiebt. Unter Umständen kann schon eine längere Lagerung bei über 80 °C zu Farbveränderungen führen.
Transparente Eisenoxidpigmente erhält man durch sehr starke Feinvermahlung von Eisenoxidgelb oder Eisenoxidrot. Sie werden mit denselben Colour Indices wie die Ausgangsstoffe bezeichnet.
Eisenoxidbraun bezeichnet meist kein definiertes Pigment, sondern eine Mischung aus Eisenoxidgelb, -rot und -schwarz.

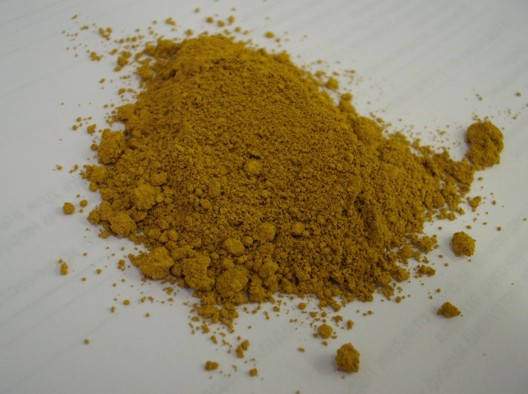
Eisenoxidgelb C.I. Pigment Yellow 42
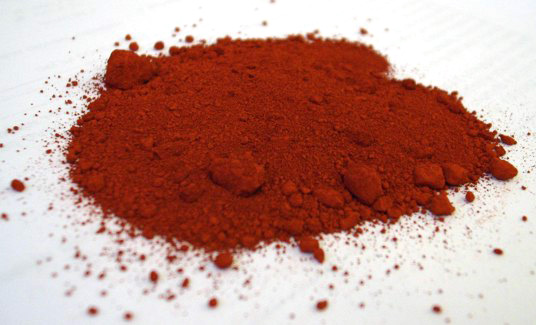
Eisenoxidrot gelbstichig C.I. Pigment Red 101
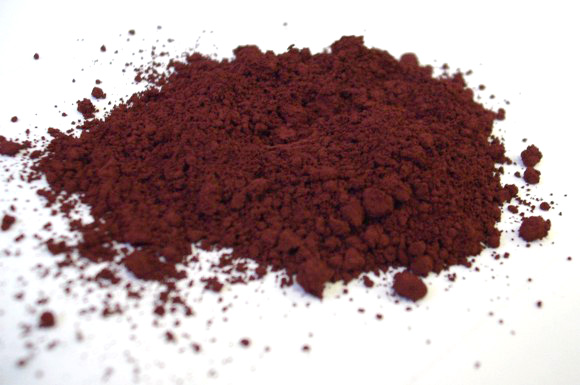
Eisenoxidrot blaustichig C.I. Pigment Red 101
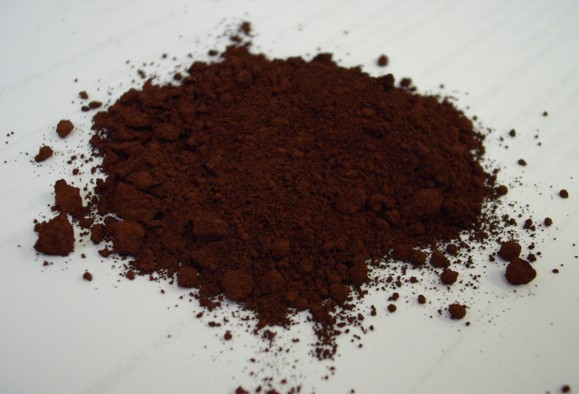
Eisenoxidbraun C.I. Pigment Red 101 + Pigment Black 11
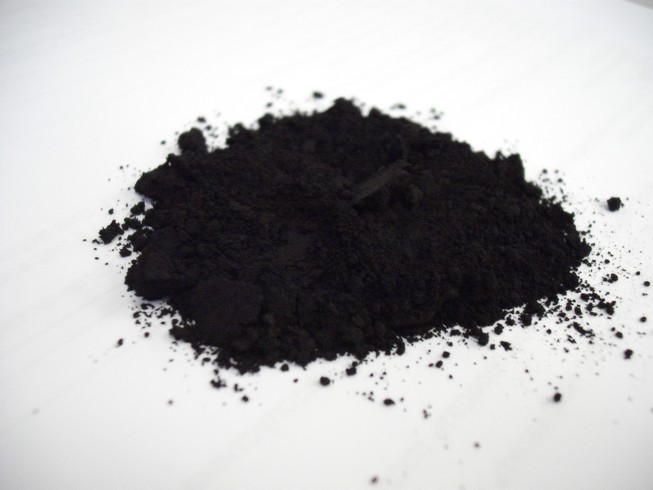
Eisenoxidschwarz C.I. Pigment Black 11